# Nationale mesterskaber i landevejscykling
Nationale mesterskaber i landevejscykling holdes hvert år af de nationale cykelforbund. De fleste mesterskaber arrangeres i slutningen af juni eller starten af juli, når der er en pause i kalenderen for de professionelle. I Austalien og New Zealand ligger disse løb oftest i slutningen af januar. Fra 2011 har USA afholdt deres nationale mesterskaber i slutningen af maj, således at de er samtidig som Memorial Day weekenden.
I landevejscykling kan  rytterne vind et af disse nationale mesterskaber:
- Mester i elite-herrernes linjeløb
- Mester i elite-herrernes enkeltstart
- Mester i elite-damernes linjeløb
- Mester i elite-damernes enkeltstart
- Mester i U-23 herrernes linjeløb
- Mester i U-23 herrernes i enkeltstart

I Danmark arrangeres der også nationale mesterskaber for junior drenge og piger i enkeltstart og for juniordrenge i linjeløb.

## Eksempler
- Nicolas Vogondy, fransk mester
- David Millar, britisk mester i enkeltstart
- Beat Zberg, schweizisk mester
- Magnus Bäckstedt, svensk mester
- Fabian Wegmann, tysk mester
- Jawheni Hutarovitsj, hviderussisk mester
- Jürgen Roelandts, belgisk mester
- Stef Clement, holllandsk mester i enkeltstart